# Кушхов, Мурадин Сараждинович
Мурадин Сараждинович Кушхов (род. 20 мая 1992, Кишпек, Кабардино-Балкария) — украинский и российский борец вольного стиля, чемпион и призёр чемпионатов России, призёр розыгрышей Кубка мира по борьбе, обладатель Кубка европейских наций, победитель турнира Гран-при имени Ивана Ярыгина, призёр чемпионата Украины. Мастер спорта России международного класса. С 2014 года является членом сборной команды России. Живёт в Хасавюрте.

## Спортивные результаты

### За Украину
- Чемпионат Европы по борьбе среди кадетов 2008 — ;
- Кубок мира по вольной борьбе 2011 — ;
- Чемпионат Украины по вольной борьбе 2012 — ;

### За Россию
- Чемпионат России по вольной борьбе 2014 — ;
- Кубок европейских наций 2014 года — ;
- Чемпионат России по вольной борьбе 2015 — ;
- Гран-при Иван Ярыгин 2015 — ;
- Гран-при Иван Ярыгин 2018 — ;
- Чемпионат России по вольной борьбе 2018 — ;